# Carpophthoromyia nigribasis
Carpophthoromyia nigribasis är en tvåvingeart som först beskrevs av Günther Enderlein 1920.  Carpophthoromyia nigribasis ingår i släktet Carpophthoromyia och familjen borrflugor.
Artens utbredningsområde är Ekvatorialguinea. Inga underarter finns listade.